# Uチップ

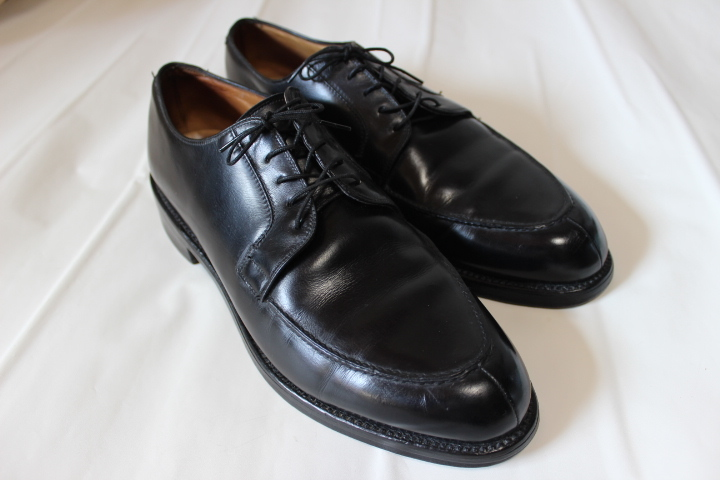
Uチップ（代表的なモデル。ネトルトン製のアルゴンキン）

Uチップ（英:  U-tip）は、革靴の一種。別名「ノルウェージャンシューズ」、「モカシン（moccassin）」「アルゴンキン（algonquin <V-tip>）」、さらには「エプロンフロント（apron-front）」「スプリットトゥ（split-toe）」とメーカーや人によって様々な呼び方がある。カントリーシューズに起源がある靴の一種だが、現在はドレスシューズとしても各メーカーが同デザインの製品を発売している。

## 概要
紐付短靴（オックスフォードOxford）で、フロント部分にU字型のヴァンプが縫われたデザイン。靴内部のフロント部分の空間に余裕があるため、長時間の歩行にも向いている。カントリーシューズに起源があるものの、1930年代には、ジョンロブ（英）、ネトルトン（米）など欧米のメーカーですでにそのデザインが見られる。Uチップのドレスシューズの代表的なモデルとして、エドワード・グリーン（Edward Green）のドーバー、オールデン（Alden）の54331番アルゴンキン（モディファイドラスト）、ウエストン（Weston）のハントダービーなどが挙げられる。

## 歴史
大まかに3つの歴史的な流れが見られる。1つ目は北欧とイギリスでの歴史。19世紀には、防水靴を必要とするノルウェーの漁師の間で履かれためにノルウェージャンダービーと呼ばれた。また、イギリスから派生し1800年代から1900年代初期に、海峡や鉄道などの大規模なインフラストラクチャプロジェクトを構築した労働者のために作られたともいわれる。
2つ目はフランスでの歴史。服飾ジャーナリストの飯野高広によれば、フランスではエプロンフロントは『シャッス（Chasse＝お城）』などと呼ばれ、「狩猟」を意味する単語。英語にすると“Chase”になるので、でウエストンのハントダービーもこれに由来すると考えられる。パラブーツの同タイプの靴の愛称は“シャンボードChambord”。これは16世紀のフランス王・フランソワ1世が、その狩猟のためだけにロワール渓谷に建てた、城の名から採られたとする。
3つ目はアメリカでの歴史。北米先住民であるアルゴンキン族のモカシンタイプの靴を由来にしたネトルトン（nettleton）のUチップシューズが1930年代に見られる。同社により、「アルゴンキン」として商標登録されていて、流麗なデザインは、Vチップとしてオールデンの54331番アルゴンキン（モディファイドラスト）に受け継がれている。

## Uチップの種類
Uチップ（U-tip）
ヴァンプ部分がU字型にカットされたもの。
Vチップ（V-tip）
ヴァンプの先端部分がV字に尖っているデザインを指し、オールデンのアルゴンキンタイプ（algonquin）を指すこともある。フロント部分のサイドの革が先端部で縫われているスプリットトゥ（split-toe）となっている。
ノルウェージャン（Norwegian）
Uチップタイプがノルウェーにも起源があるためこのように呼ばれる
モカシンmoccassin
北米のアメリカ先住民の間で履かれていた、底側から1枚で縫製されていたタイプ。縫製方法一般として、Uチップをモカシンと呼ぶこともある。ちなみに、モカシンとアルゴンキンは同じアルゴンキン語。20世紀初頭では、ほぼ同じ意味で使われている。
エプロンフロント（apron-front）
フロントのヴァンプ部分が1枚側であるため、エプロンにたとえられてこう呼ばれる。

## 一覧
エドワードグリーンのドーバー
エドワードグリーンのこの代表的モデルは、フロント部分の縫製がライトアングルステッチと呼ばれる美しい意匠で人気がある。2010年が同社の創立120年に当たるため、記念モデルが発売されている。王立陸軍士官学校（Sandhurst）で使用された1930年代のモデルに基づいているとされている。飯野高広によれば、「ドーバー」という由来は、大陸の狩猟靴にあるのではとされている。
ウエストンのハントダービー（モデル名677）
1905年に軍用靴を民間用に改良したもの。すべてのUチップの原型とされているという説もある。『メンズクラブドルソ』（2004、アシェット婦人画報社）の記事によれば、モデル677がハントダービー（通称『ドゴール』）として今のスタイルになったのは1968年で、以前から狩猟靴として使われていた。1900年代に軍用靴を作っていたのは間違いないが、創始者のユージーン・ブランシャールが口が堅く、裏付けとなる資料が残っていないとしている。
オールデンの54331番アルゴンキン（モディファイドラスト）
現在、もっとも著名なUチップシューズである。なかでも、フランスのショップアナトミカのピエール・フルニエがそのデザインの美しさと履き心地の良さに着目し、1980年代から人気を博した。足のアーチ部分でのフィッティングを重視し、着用時に土踏まず部分が刺激される独特な履き心地には熱狂的なファンも多い。現在、フランスと日本を中心にモディファイドラストは展開されている。モディファイドラストは1963年に今の形になったとされているが、正式名称は、「ニューモディファイド」。1950年代にはすでに開発が進められていたとされ、同様のデザインの靴は1963年以前から見ることができる。